# Tambokin
Tambokin est une localité située dans le département de Séguénéga de la province du Yatenga dans la région Nord au Burkina Faso.

## Économie
L'activité économique du village est principalement l'agriculture maraîchère pratiquée par les femmes dans des parcelles amménagées.

## Santé et éducation
Les centres de soins les plus proches de Tambokin sont le centre de santé et de promotion sociale (CSPS) et le centre médical avec antenne chirurgicale (CMA) de Séguénéga.
Le village ne possède pas d'école primaire.